# Марамбат
Марамба́т (фр. Marambat) — коммуна во Франции, находится в регионе Юг — Пиренеи. Департамент — Жер. Входит в состав кантона Вик-Фезансак. Округ коммуны — Ош.
Код INSEE коммуны — 32231.

## География

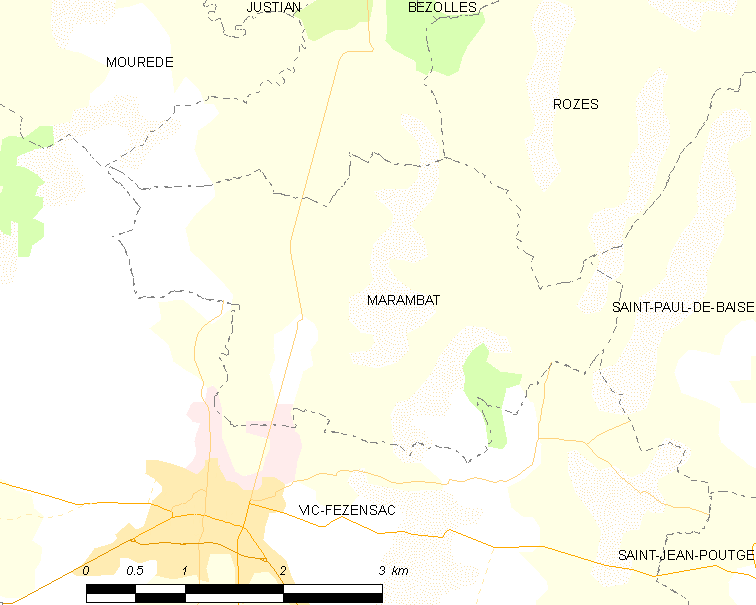
Карта коммуны

Коммуна расположена приблизительно в 590 км к югу от Парижа, в 95 км западнее Тулузы, в 27 км к северо-западу от Оша.
По территории коммуны протекает река Ос.

## Климат
Климат умеренно-океанический. Лето жаркое и немного дождливое, температура часто превышает 35 °С. Зимой часто бывает отрицательная температура и ночные заморозки. Годовое количество осадков — 700—900 мм.

## Население
Население коммуны на 2010 год составляло 436 человек.
| 1962 | 1968 | 1975 | 1982 | 1990 | 1999 | 2010 |
| ---- | ---- | ---- | ---- | ---- | ---- | ---- |
| 177  | 184  | 210  | 281  | 315  | 327  | 436  |

## Администрация
| Период | Период | Фамилия        | Партия | Примечания |
| ------ | ------ | -------------- | ------ | ---------- |
| 1965   | 1977   | Фернан Портери |        |            |
| 1977   | 2001   | Жорж Консей    |        |            |
| 2001   | 2020   | Ален Консей    |        |            |

## Экономика
В 2010 году среди 274 человек трудоспособного возраста (15-64 лет) 199 были экономически активными, 75 — неактивными (показатель активности — 72,6 %, в 1999 году было 74,3 %). Из 199 активных жителей работали 179 человек (90 мужчин и 89 женщин), безработных было 20 (16 мужчин и 4 женщины). Среди 75 неактивных 24 человека были учениками или студентами, 31 — пенсионерами, 20 были неактивными по другим причинам.